# 马拖镇
马拖镇（羅馬化：mat tuo），是中华人民共和国四川省凉山彝族自治州越西县下辖的一个乡镇级行政单位。2021年1月12日，撤销新乡乡、马拖乡和五里箐乡，设立马拖镇。以原新乡乡、原马拖乡和原五里箐乡马扎村所属行政区域为马拖镇的行政区域。

## 行政区划
马拖镇下辖以下地区：
马拖村、大河村、西河村、安洛村、西坪村、西沟村、东沟村、东河村、北河村、中林村、东林村、柏联村和东坪村。